# Neiiendam
Neiiendam är ett efternamn som har ursprung från Nederländerna men är ett välkänt efternamn i Danmark, speciellt inom skådespeleri.

## Personer med efternamnet
- Jonna Neiiendam (1872–1938), dansk skådespelare
- Michael Neiiendam (1885–1962), dansk teolog
- Nicolai Neiiendam (1865–1945), dansk skådespelare och teaterregissör
- Robert Neiiendam  (1880–1966), dansk skådespelare och teaterhistoriker
- Sigrid Neiiendam (1873–1955), dansk skådespelerska
- Tavs Neiiendam  (1898–1968), dansk skådespelare, teaterregissör, dramaturg och författare
- Valdemar Neiiendam (1870–1956), dansk målare
- Casper Neiiendam (född 2004) svensk skådespelare